# Ozalj
Ozalj (udtale: [ ôzaʎ ], ungarsk: Ozaly, tysk: Wosail  eller Woseil  er en by i distriktet Karlovac i Kroatien. Den ligger  nord for Karlovac og sydvest for Jastrebarsko, ved Kupa-floden. Det er tæt på Žumberak i nord og grænsen til Slovenien i nordvest, hvor Metlika er den nærmeste slovenske by.

## Historie
Byen blev bygget på en klippe over Kupa-floden, og den første omtale af den stammer fra 1244, som en fri kongeby. Frankopan-familien ejede det siden 1398, derefter overgik det til Zrinski -familien i 1550, og det forblev deres indtil 1671. Byen mindes den 30. april  begivenheden i 1671, da Petar Zrinski og Fran Krsto Frankopan blev henrettet.
Byens skytshelgen er Sankt Vitus, hvis fest fejres den 15. juni.

## Munjara
Munjara er det gamle vandkraftværk ved Kupa. Det har generatorer med en kapasitet på tre 3,5 megawatt  og blev bygget mellem 1907 og 1908.

## Befolkning
Selve byen Ozalj har en befolkning på 1.181, med i alt 5.837 mennesker i kommunen. 97,36% af befolkningen er kroater (folketælling 2021).